# Franz Novotny (Komponist)
Franz Novotny (* 1748; † 5. November 1806 in Pécs (deutsch Fünfkirchen), Kaisertum Österreich, heute Ungarn) war ein rumäniendeutscher Kirchenmusiker und Komponist.
Über die Lebensumstände Novotnys ist wenig bekannt. Er war ein Schüler von Leopold Koželuh und wird 1802 als Regens Chori am Dom zu Pécs genannt, wo er bis zu seinem Tode wirkte. Sein Nachfolger wurde Johann Georg Lickl. Neben kirchenmusikalischen Werken, darunter 20 Messen, eine Totenmesse, mehrere Graduale, Vertonungen des Veni sanctus spiritus und ein Te Deum, sind von Novotny auch zwei Sinfonien (in Es-Dur und D-Dur) erhalten.